# Aerosmith-tagok listája
A kronológia az Aerosmith amerikai rockegyüttes különböző felállásait tartalmazza az 1970-es megalakulástól napjainkig. A felsorolásban a helyettesítő és kisegítő zenészek is fel vannak tüntetve.

## Kisegítő zenészek
- Bobby Schneck – gitár (2009. június 10. – 2009 július 5.)
  - Brad Whitfordot helyettesítette, egészségügyi okok miatt.
- David Hull – basszusgitár, vokál (2006. szeptember 5. – 2006 november 29. 2009. július 15. – 2009. augusztus 6.)
  - Tom Hamiltont helyettesítette, akinek 2006-ban torokrák műtétje volt.
- Jesse (Jessey) Sky Kramer – dob, ütőhangszerek (2002, 2005)
  - Apját Joey Kramert helyettesítette, akinek vállsérülése volt.
- Steve Ferrone – dob, ütőhangszerek (1996 augusztus – 1996 szeptember)
  - A Nine Lives album kezdeti felvételeinél helyettesítette Joey Kramert, aki ekkortájt beteg volt és az elhunyt édesapját gyászolta.
- David Minehan – gitár (1994 május)
  - Brad Whitfordot helyettesítette, aki az egyik elhunyt családtagját gyászolta.
- Bobby Rondinelli – dob, ütőhangszerek (1983 február, 1983. december 31.)
  - Joey Kramer dobost helyettesítette rövid betegsége miatt.
- Richard Supa – guitar (1979 július)
  - Joe Perryt helyettesítette, aki ekkortájt kilépett az együttesből.
- Danny Johnson – gitár (1979 július)
  - Joe Perryt helyettesítette, aki ekkortájt kilépett az együttesből.
- Michael Schenker – gitár (1979 július)
  - Joe Perry távozása után próbált az együttessel, mint lehetséges utód.

## Turné zenészek
- Russ Irwin – Billentyűs hangszerek, Vokál (1997–napjainkig)
- Thom Gimbel – Billentyűs hangszerek, Szaxofon, Ütőhangszerek, Vokál (1987–1994)
- Bobby Mayo – Billentyűs hangszerek (1983)
- Richard Supa – Billentyűs hangszerek (1980)
- Mark Radice – Billentyűs hangszerek, Vokál (1977–1978)